# Saltos ornamentais no Campeonato Europeu de Esportes Aquáticos de 2016 - Plataforma 10 m individual masculino
A prova da plataforma 10 m individual masculino dos saltos ornamentais no Campeonato Europeu de Esportes Aquáticos de 2016 ocorreu no dia 15 de maio em Londres, no Reino Unido. 

## Calendário
| Fase       | Data       | Hora  |
| ---------- | ---------- | ----- |
| Preliminar | 15 de maio | 10:00 |
| Final      | 15 de maio | 15:30 |

Todos os horários estão no horário local (UTC+0)

## Medalhistas
| Ouro            | Prata                 | Bronze                 |
| Tom Daley (GBR) | Viktor Minibaev (RUS) | Nikita Shleikher (RUS) |

## Resultados
Esses foram os resultados da competição.
| Pos.              | Saltador          | Nacionalidade | Preliminar | Preliminar | Final  | Final |
| Pos.              | Saltador          | Nacionalidade | Pontos     | Pos.       | Pontos | Pos.  |
| ----------------- | ----------------- | ------------- | ---------- | ---------- | ------ | ----- |
| Medalha de ouro   | Tom Daley         | Reino Unido   | 500.65     | 1          | 570.50 | 1     |
| Medalha de prata  | Viktor Minibaev   | Rússia        | 463.75     | 2          | 524.60 | 2     |
| Medalha de bronze | Nikita Shleikher  | Rússia        | 423.20     | 5          | 480.90 | 3     |
| 4                 | Sascha Klein      | Alemanha      | 457.65     | 3          | 478.10 | 4     |
| 5                 | Matty Lee         | Reino Unido   | 398.75     | 6          | 465.10 | 5     |
| 6                 | Timo Barthel      | Alemanha      | 376.15     | 8          | 464.10 | 6     |
| 7                 | Lev Sargsyan      | Armênia       | 367.05     | 9          | 432.75 | 7     |
| 8                 | Maksym Dolhov     | Ucrânia       | 449.35     | 4          | 428.15 | 8     |
| 9                 | Maicol Verzotto   | Itália        | 354.30     | 12         | 424.05 | 9     |
| 10                | Vadim Kaptur      | Bielorrússia  | 378.15     | 7          | 414.65 | 10    |
| 11                | Jesper Tolvers    | Suécia        | 367.05     | 9          | 399.95 | 11    |
| 12                | Alexis Jandard    | França        | 364.65     | 11         | 380.15 | 12    |
| 13                | Loïs Szymczak     | França        | 345.80     | 13         |        |       |
| 14                | Heikki Makikallio | Finlândia     | 341.90     | 14         |        |       |
| 15                | Vladimir Barbu    | Itália        | 334.00     | 15         |        |       |
| 16                | Yauheni Karaliou  | Bielorrússia  | 325.25     | 16         |        |       |